# 外错角

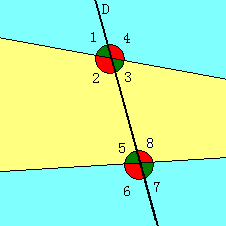
如图，蓝色区域内的两个红色的角是一对外错角，两个绿色的角也是。

在几何学中，外错角是两个角之间的一种位置关系。当一条直线D与另外两条直线相交时，处在两条直线外侧的角一共有四个。这时，称其中位于直线D异侧的一对角互为外错角，或者说其中的一个角是另一个的外错角。
右图中，粉色区域是两条直线的中间部分。粉色区域内，红色的两个角：{\displaystyle \angle 4} 和{\displaystyle \angle 6} 是外错角，因为一个在直线D的左侧，一个在直线D的右侧。同样的，绿色的两个角：{\displaystyle \angle 1} 和{\displaystyle \angle 7} 也是外错角。

## 性质
若被直线D所截的两条直线互相平行，那么相应的外错角度数相等。反之，若两条直线被直线D所截得到的外错角度数相等，那么这两条直线互相平行。